# Nancy Drew: The Haunting of Castle Malloy
The Haunting of Castle Malloy es la decimonovena entrega de la serie de juegos de aventuras point-and-click Nancy Drew de Her Interactive. El juego está disponible para jugar en plataformas Microsoft Windows. Tiene una clasificación ESRB de E por momentos de violencia leve y peligro. Los jugadores asumen la perspectiva en primera persona de la detective amateur ficticia Nancy Drew y deben resolver el misterio interrogando a los sospechosos, resolviendo acertijos y descubriendo pistas. Hay dos niveles de juego, el modo detective junior y el modo detective senior, cada uno ofrece un nivel de dificultad diferente de acertijos y pistas; sin embargo, ninguno de estos cambios afecta la trama del juego. El juego está basado vagamente en el libro The Bike Tour Mystery (2002).

## Trama
Nancy Drew viaja al castillo Malloy en Irlanda para ser la dama de honor en la boda de su amiga Kyler Mallory. Mientras Nancy conduce hacia el castillo, una figura fantasmal aparece delante de su coche. El coche se estrella en una zanja y Nancy queda atrapada en el lugar de un nuevo misterio. Se suponía que la boda de Kyler sería el evento más grande en Bailor desde que la mitad del castillo explotó hace sesenta años, pero ahora el novio está desaparecido. Depende de Nancy encontrar al novio y salvar esta boda.

## Desarrollo

### Personajes
- Nancy Drew - Nancy es una detective aficionada de 18 años de la ciudad ficticia de River Heights en Estados Unidos. Ella es el único personaje jugable en el juego, lo que significa que el jugador debe resolver el misterio desde su perspectiva.
- Kyler Mallory - Kyler es una corredora de bolsa de Londres que vivió con la familia de Nancy como estudiante de intercambio hace cuatro años. Ahora está comprometida con Matt Simmons y está emocionada de celebrar su boda en Castle Malloy. Su abuelo, Edmund Mallory, falleció recientemente y la nombró como su única beneficiaria. Él nunca habló de su infancia y Kyler recién ahora está conociendo la verdadera historia de su familia. Ella está segura de que Matt le está haciendo una broma.
- Matt Simmons - Matt es un escritor independiente de viajes y navegación que trabaja para revistas. Conocido por su ingenio seco, le encanta hacerle bromas a los demás. Se va a casar con Kyler y quiere que la ocasión sea algo que nadie olvidará jamás.
- Kit Foley - el mejor amigo de Matt y cómplice en los viajes en barco. Kit nació en Estados Unidos, pero su familia se mudó a Londres cuando Kit era joven. Nunca fue capaz de adoptar el acento británico. Actualmente trabaja como desarrollador de terrenos y llegó temprano para ayudar a Matt y Kyler a prepararse para su boda. Él cree que Matt se acobardó y huyó, pero no se lo dirá a Kyler.
- Donal Delany - el cuidador omnipresente del castillo Malloy, Donal ha estado supervisando los terrenos durante tantos años que es imposible contarlos. A este caballero nacido en Irlanda no le gustan especialmente los extranjeros, y es el primero en admitirlo. Es un experto residente en mitología y tradiciones irlandesas, lo que podría explicar su naturaleza supersticiosa. Él cree que Matt fue secuestrado por hadas.

### Elenco
- Nancy Drew - Lani Minella
- Donal Delany - Evan Mosher
- Kyler Mallory - Alycia Delmore
- Kit Foley - Matthew C. Shimkus
- Matt Simmons - Peter Dylan O'Connor
- Alan Paine - Daniel Christenson
- Ned Nickerson - Scott Carty
- Bess Marvin - Jennifer Pratt
- George Fayne - Patty Pomplun
- Seamus - Jonah Von Spreekin[3]